# Planigale novaeguineae
Planigale novaeguineae é uma espécie de marsupial da família Dasyuridae. Endêmica da Nova Guiné.
- Nome Popular: Planigale-papuásio ou planigale-da-Nova-Guiné

- Nome Científico: Planigale novaeguineae (Tate e Archbold, 1941)

## Características
Esta espécie é vista como um parente do planigale-comum, mas não há relacionamentos genéticos. Tem uma cabeça chata e uma pelagem curta. Mede cerca de sete cm de comprimento e a cauda oito cm e pesa cerca de 14 gramas;

## Hábitos alimentares
O planigale-papuásio, como outros membros do gênero Planigale, come principalmente insetos e outros artrópodes.

## Características de reprodução
Provavelmente se reproduzem no outono (há relatos de filhotes encontrados em setembro, outubro e dezembro).

## Habitat
Vivem em regiões pantanosas, florestas e manguezais;

## Distribuição Geográfica
Sul de Nova Guiné; Encontrado perto de Port Moresby e perto de Morehead sul do Rio Fly;